# 铁观音 (电影)
《铁观音》（英語：Angel with the Iron Fists）是1967年上映的一部香港電影，由罗维执导，石伟编剧，何莉莉等人出演。该作主要讲述的女特工为报仇于是潜伏进了一个犯罪组织的事情。该作的续作是《铁观音勇破爆炸党》。

## 劇情簡介
代号“009”的女特工艾丝为了给好友报仇，于是潜入进了一个犯罪组织，不过在这之中，她却和组织里的一个人互生好感，可最后，虽然这个犯罪组织被灭，而她爱慕的那个组织里的人也死了。

## 演员
- 何莉莉
- 唐菁
- 罗维
- 金霏
- 张佩山
- 午马
- 谷峰
- 郑康业
- 金天柱
- 李昆
- 范丽

## 備註
1. ↑  祝春亭. . 2008年.
2. ↑  . 2008年.
3. ↑  张骏祥, 程季华. . 1995年.
4. ↑  粟子, 栗子. . 2010年.
5. ↑  赵卫防. . 2007年.

## 相關連結
- 互联网电影数据库（IMDb）上《铁观音》的资料（英文）
- 豆瓣电影上《铁观音》的資料 （简体中文）
- 香港影庫上《铁观音》的資料（繁體中文）